# Lego Harry Potter

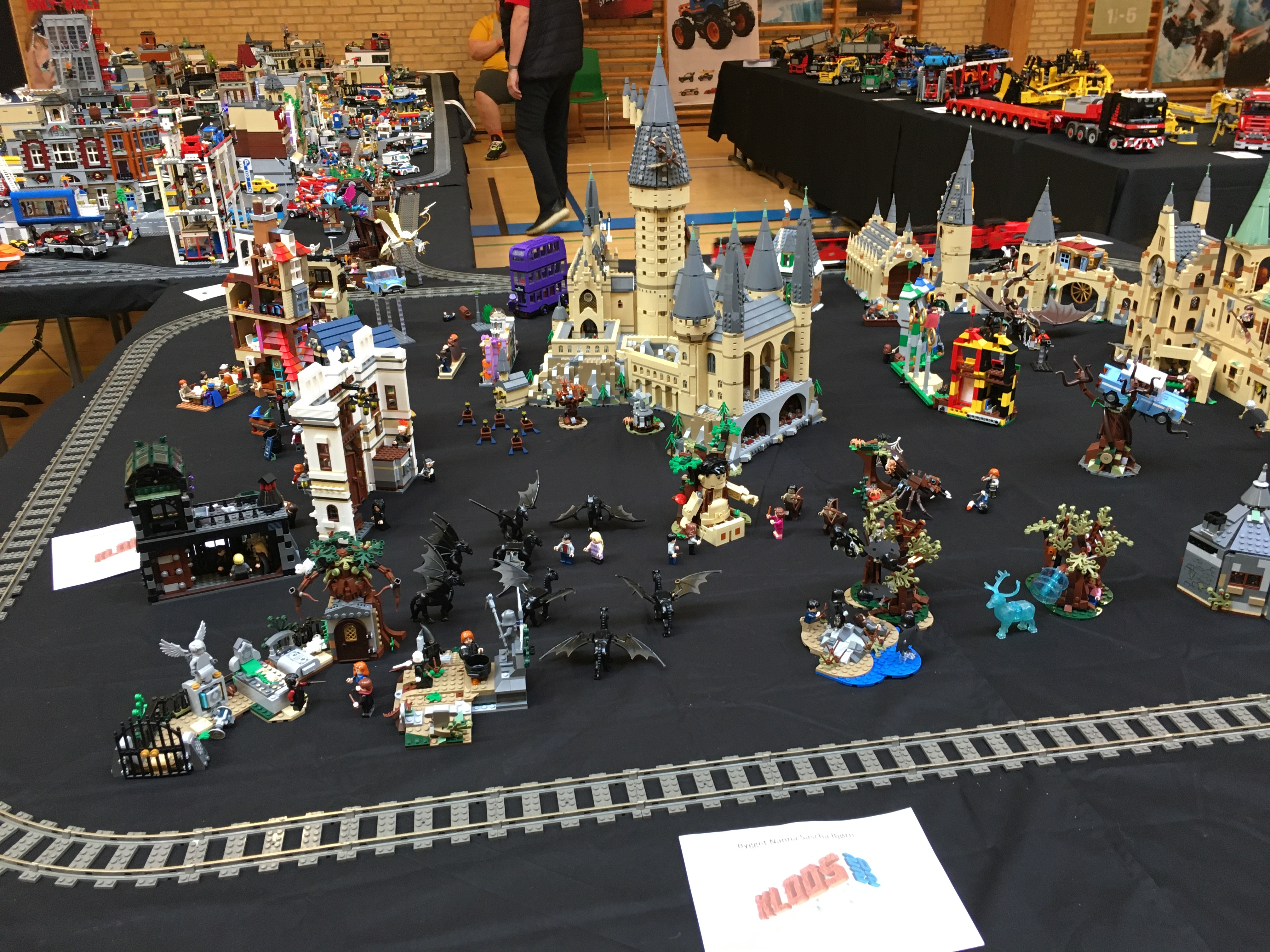
Exposición de una colección de LEGO Harry Potter en la BYGGEPLADEN de Dinamarca. 2022.

Lego Harry Potter es un tema de LEGO basado en los escenarios que aparecen en las películas de Harry Potter, de la exitosa saga de 7 capítulos escritos por J. K. Rowling. Modelos de importantes escenas, vehículos y personajes fueron hechos para las primeras cinco películas ya estrenadas, y luego la séptima, incluyendo escenas de otras películas como la sexta. Los primeros sets aparecieron en 2001, para coincidir con el estreno de la primera película de la serie, Harry Potter y la piedra filosofal (Harry Potter y la piedra del hechicero en Estados Unidos). Los sets siguientes fueron lanzados junto a las nuevas películas. 
En enero de 2004, el dueño y CEO de Lego, Kjeld Kirk Kristiansen, anunció un cambio de dirección para la empresa, la cual, a su vez, se enfrentaba a una pérdida de 1,4 billones de coronas danesas, y que la empresa podría enfocarse en productos básicos y no en «grandes o relacionados con películas, tales como Harry Potter». Una semana después, la compañía declaró que esto no significó «cambios radicales» inmediatos, y que el tema de Harry Potter continuaría. Y cuando se creía que se dejó de lanzar sets de Harry Potter después de 2007 (Además de que no se lanzaron sets en 2009 de Harry Potter y el Misterio del príncipe), la empresa LEGO anunció que entre septiembre y octubre del 2010 se lanzaría un nuevo set de Harry Potter y las reliquias de la muerte, Parte 1 (incluyendo escenas de otras películas) así como en el 2011 sacaron otra nueva oleada con la película Harry Potter y las reliquias de la muerte, Parte 2.
En 2018 se anunciaron nuevos sets siendo algunos una remasterización de los existentes, la primera oleada constó de 6 sets de Harry Potter y 2 sets de Animales Fantásticos, así como una serie de LEGO Minifigures con 22 figuras distintas de ambas películas, en 2019 salió una segunda oleada la cual constó de 8 sets, en el 2020 salió la tercera oleada que constó de 9 sets más y la serie número 2 de LEGO Minifigures Harry Potter la cual incluye 16 figuras distintas. Para el 2021 con el 20 aniversario de LEGO Harry Potter se lanzaron 15 sets en total, siendo algunos de ellos sets conmemorativos que incluían minifiguras doradas. En 2022 son 13 sets los que conforman la quinta oleada. 
Hubo dos videojuegos, el primero, Lego Harry Potter: Years 1–4, lanzado el 28 de marzo de 2010, y el segundo, Lego Harry Potter: Years 5-7, fue lanzado el 15 de noviembre de 2011. Posteriormente el 30 de octubre de 2018 fue lanzado el juego remasterizado llamado: "Lego Harry Potter: Collection", el cual incluye los dos juegos en uno solo.

## Harry Potter y la piedra filosofal (2001-2002)
La primera película contuvo la serie de sets más larga, con catorce sets en total. Sin embargo, solo once fueron producidos, tres más fueron hechos el siguiente año, es decir, en 2002.
| Set                       | Número | Minifiguras |
| ------------------------- | ------ | --- |
| Sorting Hat               | 4701   | Harry Potter |
| The Final Challenge       | 4702   | Harry Potter y Profesor Quirrell/lord Voldemort                                                                           |
| The Room of Winged Keys   | 4704   | Harry Potter, Ron Weasley y Pieza de ajedrez de la Reina (blanca)                                                         |
| Snape's Class             | 4705   | Severus Snape, Ron Weasley y fantasma                                                                                     |
| Forbidden Corridor        | 4706   | Harry Potter, Ron Weasley, Hermione Granger y Fluffy                                                                      |
| Hagrid's Hut              | 4707   | Hagrid, Albus Dumbledore y Norberto el dragón.                                                                            |
| Hogwarts Express          | 4708   | Harry Potter, Ron Weasley y Hermione Granger                                                                              |
| Hogwarts Castle           | 4709   | Harry Potter, Ron Weasley, Hermione Granger, Severus Snape, Hagrid, Albus Dumbledore, Draco Malfoy y Nick Casi Decapitado |
| Flying Lesson (2002)      | 4711   | Harry Potter y Draco Malfoy                                                                                               |
| Troll on the Loose (2002) | 4712   | Harry Potter y Troll |
| Gringotts Bank (2002)     | 4714   | Harry Potter, Griphook, Goblin y Rubeus Hagrid                                                                            |
| Hogwarts Classrooms       | 4721   | Harry Potter |
| Gryffindor House          | 4722   | Ron Weasley |
| Diagon Alley Shops        | 4723   | Hermione Granger |

## Harry Potter y la cámara secreta (2002-2003)
La segunda película tuvo diez sets en total, cuatro menos que su predecesor.
| Set                               | Número | Minifiguras                                                                                    |
| --------------------------------- | ------ | ---------------------------------------------------------------------------------------------- |
| Quality Quidditch Supplies (2003) | 4719   | Draco Malfoy                                                                                   |
| Knockturn Alley (2003)            | 4720   | Harry Potter y Lucius Malfoy                                                                   |
| Quidditch Practice                | 4726   | Harry Potter, Draco Malfoy y Madam Hooch                                                       |
| Aragog in the Dark Forest         | 4727   | Harry Potter, Ron Weasley y Aragog                                                             |
| Escape from Privet Drive          | 4728   | Harry Potter, Ron Weasley y Vernon Dursley                                                     |
| Dumbledore's Office               | 4729   | Harry Potter, Albus Dumbledore y Minerva McGonagall                                            |
| The Chamber of Secrets            | 4730   | Harry Potter, Tom Riddle, Ginny Weasley, Profesor Lockhart, Ron Weasley, Fawkes y el Basilisco |
| Dobby's Release                   | 4731   | Lucius Malfoy y Dobby                                                                          |
| The Dueling Club                  | 4733   | Harry Potter, Draco Malfoy, Profesor Snape y Profesor Lockhart                                 |
| Slytherin                         | 4735   | Draco Malfoy, Vincent Crabbe/Ron Weasley y Gregory Goyle/Harry Potter                          |

## Harry Potter y el prisionero de Azkaban (2004)
La tercera película tuvo once sets lanzados, incluyendo el primer mini set de Harry Potter. Adicionalmente, las minifiguras tuvieron un estilo más fresco, tras el cambio del universo de Lego en las figuras color amarillo a minifiguras basadas en gente o personajes reales.
| Set                             | Número | Minifiguras |
| ------------------------------- | ------ | --- |
| Draco's Encounter with Buckbeak | 4750   | Draco Malfoy y Buckbeak                                                                                              |
| Harry and the Marauder's Map    | 4751   | Harry Potter, Profesor Snape y estatua                                                                               |
| Professor Lupin's Classroom     | 4752   | Profesor Snape (Boggart), Profesor Lupin y Neville Longbottom                                                        |
| Sirius Black's Escape           | 4753   | Harry Potter, Dementor, Sirius Black y Buckbeak                                                                      |
| Hagrid's Hut                    | 4754   | Hermione Granger y Hagrid                                                                                            |
| Knight Bus                      | 4755   | Harry Potter, Stan Shunpike, Hedwig y el Grim                                                                        |
| Shrieking Shack                 | 4756   | Harry Potter, Peter Pettigrew, Sirius Black y Profesor Lupin/Hombre Lobo                                             |
| Hogwarts Castle                 | 4757   | Harry Potter, Hermione Granger, Ron Weasley, Profesor Dumbledore, Profesora Trelawney, Draco Malfoy y dos Dementores |
| Hogwarts Express                | 4758   | Harry Potter, Ron Weasley, Profesor Lupin y Dementor                                                                 |
| Motorized Hogwarts Express      | 10132  | Harry Potter, Ron Weasley, Profesor Lupin y Dementor                                                                 |

### Mini-sets
| Set             | Número |
| --------------- | ------ |
| Mini Knight Bus | 4695   |

## Harry Potter y el cáliz de fuego (2005)
La cuarta película solamente tuvo cuatro sets lanzados. Faltaron demasiados escenarios de escenas de las películas, como la Tercera Prueba, y varios personajes, como Cedric Diggory y Fleur Delacour. La pieza de la cabeza de la minifigura del personaje de Harry Potter fue rediseñado.
| Set                              | Número | Minifiguras                                                                               |
| -------------------------------- | ------ | ----------------------------------------------------------------------------------------- |
| Rescue from the Merpeople        | 4762   | Harry Potter, Ron Weasley, Hermione Granger y Viktor Krum (como tiburón)                  |
| Graveyard Duel                   | 4766   | Harry Potter, Voldemort, Lucius Malfoy (con máscara), Peter Pettigrew y cuatro esqueletos |
| Harry and the Hungarian Horntail | 4767   | Harry Potter, Profesor Dumbledore, Ojoloco Moody y el Colacuerno Húngaro                  |
| The Durmstrang Ship              | 4768   | Igor Karkaroff y Viktor Krum                                                              |

## Harry Potter y la Orden del Fénix (2007)
Solo hubo un set para La Orden del Fénix. Esto marcó el fin del tema, puesto que los otros sets basados en la película siguiente no fueron lanzados.
| Set             | Número | Minifiguras |
| --------------- | ------ | --- |
| Hogwarts Castle | 5378   | Harry Potter, Ron Weasley, Hermione Granger, Profesor Dumbledore, Hagrid, Draco Malfoy, Profesor Snape, Profesora Umbridge, dos Thestrals y un mortífago. |

## Harry Potter y el Misterio del Príncipe (2009)
Para esta película no sacarón sets en el momento que se estrenó.

## Harry Potter y las Reliquias de la Muerte (2010-2011)
En esta edición se mejoraron los set de otras películas y se combinaron.
| Set                         | Número | Minifiguras |
| --------------------------- | ------ | --- |
| Freeing Dobby               | 4736   | Harry Potter, Dobby y Lucius Malfoy. |
| Quidditch Match             | 4737   | Harry Potter, Madame Hooch, Draco Malfoy, Oliver Wood y Marcus Flint.                                                                                                |
| Hagrid's Hut                | 4738   | Harry Potter, Hermione Granger, Ron Weasley, Hagrid, Aragog y Norberto el dragón.                                                                                    |
| The Burrow                  | 4840   | Harry Potter, Arthur Weasley, Molly Weasley, Ginny Weasley, Fenrir Greyback y Bellatrix Lestrange.                                                                   |
| Hogwarts Express            | 4841   | Harry Potter, Ron Weasley, Draco Malfoy, Ginny Weasley y Luna Lovegood.                                                                                              |
| Hogwarts Castle             | 4842   | Harry Potter, Hermione Granger, Profesora McGonagall, Snape, Argus Filch, Profesor Flitwick, Dumbledore, 2 Dementores, Caballero de Hogwarts y lord Voldemort.       |
| The Forbidden Forest (2011) | 4865   | Harry Potter, lord Voldemort, Hagrid y Narcissa Malfoy. |
| Knight Bus (2011)           | 4866   | Harry Potter, Stan Shunpike, Ernie Prang y Hedwig. |
| Hogwarts (2011)             | 4867   | Harry Potter, Neville Longbottom, Remus Lupin, Profesora Sprout, Gregory Goyle, Lucius Malfoy y Dementor.                                                            |
| Diagon Alley (2011)         | 10217  | Harry Potter, Hermione Granger, Ron Weasley, Fred Weasley, George Weasley, Hagrid, Lucius Malfoy, Garrick Ollivander, Fenrir Greyback, Griphook, Goblin y Esqueleto. |

### Mini-sets (2011)
| Set                   | Número | Minifiguras           |
| --------------------- | ------ | --------------------- |
| Trolley               | 30110  | Harry Potter y Hedwig |
| The Lab               | 30111  | Harry Potter          |
| Mini Hogwarts Express | 40028  |                       |

### Lego Dimensions(2016-2017)
| Set        | Número | Figuras                       |
| ---------- | ------ | ----------------------------- |
| Team Pack  | 71247  | Harry Potter y lord Voldemort |
| Level Pack | 71253  | Newt Scamander                |
| Fun Pack   | 71257  | Tina Goldstein                |
| Fun Pack   | 71348  | Hermione Granger y Buckbeak   |

## Harry Potter 2018
Después de 7 años de terminada la serie, Lego decidió hacer una nueva oleada de Sets y Minifiguras.En esta edición se mejoraron sets anteriores, con mucho más lujo de detalles y distintas nuevas minifiguras. Sacaron una edición especial del Castillo de Howarts con más de 6 mil piezas. En esta oleada hay sets de Animales Fantásticos.También agregaron una serie de LEGO Minifigures las cuales tienen figuras tanto de Harry Potter como de Animales Fantásticos.
| Set                              | Número | Minifiguras |
| -------------------------------- | ------ | --- |
| Hogwarts Castle                  | 71043  | Godric Gryffindor, Helga Hufflepuff, Salazar Slytherin y Rowena Ravenclaw. |
| Aragog’s Lair                    | 75950  | Harry Potter, Ron Weasley y una figura armable de Aragog. |
| Grindelwald´s Escape             | 75951  | Gellert Grindelwald y Seraphina Picquery. |
| Newt´s Case of Magical Creatures | 75952  | Newt Scamander, Jacob Kowalski, Tina Goldstein y Queenie Goldstein y varias figuras armables de criaturas mágicas. |
| Hogwarts Whomping Willow         | 75953  | Harry Potter, Ron Weasley, Hermione Granger, Seamus Finnigan, Argus Filch, Severus Snape y Hedwig. |
| Hogwarts Great Hall              | 75954  | Harry Potter, Ron Weasley, Hermione Granger, Draco Malfoy, Susan Bones, Profesora McGonagall, Profesor Quirrell/Lord Voldemort, Rubeus Hagrid, Albus Dumbledore y Nick Casi Decapitado; incluye también modelos para construir de un Basilisco y Fawkes, así como figuras de Hedwig y Scabbers. |
| Hogwarts Express                 | 75955  | Harry Potter, Ron Weasley, Hermione Granger, Remus Lupin y la Bruja del carrito; incluye también figuras de un Dementor y Scabbers. |
| Quidditch Match                  | 75956  | Harry Potter, Hermione Granger, Severus Snape, Oliver Wood, Lucian Bole y Marcus Flint. |

### Serie de Minifiguras
| Collectible Minifigures Series 1 | 71022 | Harry Potter, Ron Weasley, Hermione Granger, Draco Malfoy, Luna Lovegood, Neville Longbottom, Cho Chang, Dean Thomas, lord Voldemort, Dobby, Profesora Trelawney, Cedric Diggory, Profesor Flitwick, Ojoloco Moody/ Barty Crouch jr, Harry Potter (Pijama) y Albus Dumbledore. Así como personajes de Animales Fantásticos: Newt Scamander, Tina Goldstein, Jacob Kowalski, Queenie Goldstein, Credence Barebone y Percival Graves/Gellert Grindelwald. |

### Paquete de Minifiguras
| Set                                                | Número  | Minifiguras                                                                    |
| -------------------------------------------------- | ------- | ------------------------------------------------------------------------------ |
| Bricktober Minifigure Collection (Limited Edition) | 5005254 | Madam Hooch, Profesor Slughorn, Profesora Umbridge y Profesor Spape (Boggart). |

### BrickHeadz
| Set                                  | Número |
| ------------------------------------ | ------ |
| Harry Potter & Hedwig                | 41615  |
| Hermione Granger                     | 41616  |
| Ron Weasley & Albus Dumbledore       | 41621  |
| Newt Scamander & Gellert Grindelwald | 41631  |

### Mini-sets
| Set                      | Número | Minifiguras    |
| ------------------------ | ------ | -------------- |
| Build Your Own Adventure | 11923  | Harry Potter   |
| Diagon Alley             | 40289  | Mr. Ollivander |

### Polybags
| Set                         | Número | Minifiguras           |
| --------------------------- | ------ | --------------------- |
| Harry´s Journey to Hogwarts | 30407  | Harry Potter y Hedwig |

## Harry Potter 2019
Es la segunda oleada de los sets de Harry Potter que empezaron a partir del 2018
| Set                                        | Número | Minifiguras |
| ------------------------------------------ | ------ | --- |
| Expecto Patronum                           | 75945  | Harry Potter (con su Patronus), Sirius Black y 2 Dementores |
| Hungarian Horntail Triwizard Challenge     | 75946  | Harry Potter, Fleur Delacour, Cedric Diggory, Viktor Krum y la figura armable del Colacuerno Húngaro.                                                                    |
| Hagrid’s Hut: Buckbeak’s Rescue            | 75947  | Harry Potter, Ron Weasley, Hermione Granger, Hagrid, el Verdugo y el Ministro de Magia; incluye también una figura de Buckbeak.                                          |
| Hogwarts Clock Tower                       | 75948  | Harry Potter, Ron Weasley, Hermione Granger, Fleur Delacour, Cedric Diggory, Viktor Krum, Albus Dumbledore y Madame Maxime.                                              |
| The Knight Bus                             | 75957  | Harry Potter, Stan Shunpike, Ernie Prang y Hedwig. |
| Beauxbatons’ Carriage: Arrival at Hogwarts | 75958  | Hagrid, Madame Maxime, Fleur Delacour y Gabrielle Delacour. |
| Advent Calendar                            | 75964  | Harry Potter, Hermione Granger, Ron Weasley, Albus Dumbledore, Profesora McGonagall, Profesor Flitwick y el Arquitecto de Hogwarts; incluye además una figura de Hedwig. |
| The Rise of Voldemort                      | 75965  | Harry Potter, lord Voldemort, Peter Pettigrew y un Mortífago. |

## Harry Potter 2020
Tercera oleada de los sets que comenzaron en 2018
| Set                                    | Número | Minifiguras |
| -------------------------------------- | ------ | --- |
| The Monster Book of Monsters           | 30628  | Draco Malfoy |
| Hogwarts Room of Requirement           | 75966  | Harry Potter, Hermione Granger (con su Patronus), Luna Lovegood (con su Patronus). |
| Forbidden Forest: Umbridge´s Encounter | 75967  | Harry Potter, Hermione Granger, Dolores Umbridge, 2 Centauros y una figura armable del gigante Grawp. |
| 4 Privet Drive                         | 75968  | Harry Potter, Ron Weasley, Dobby, Vernon Dursley, Petunia Dursley, y Dudley Dursley. |
| Hogwarts Astronomy Tower               | 75969  | Harry Potter, Hermione Granger, Ron Weasley, Draco Malfoy, Luna Lovegood, Neville Longbottom, Horace Slughorn y Lavender Brown. |
| Diagon Alley                           | 75978  | Harry Potter, Hermione Granger, Ron Weasley, Ginnny Weasley, Fred Weasley, George Weasley, Molly Weasley, Rubeus Hagrid, Gilderoy Lockhart, Lucius Malfoy, Draco Malfoy, Garrik Ollivander, Florean Fortescue y Reportero del Diario Profeta. (Harry Potter Secreto). |
| Buildable Hedwig                       | 75979  | Harry Potter y Hedwig |
| Attack on the Burrow                   | 75980  | Harry Potter, Ron Weasley, Ginny Weasley, Arthur Weasley, Molly Weasley, Nymphadora Tonks, Bellatrix Lestrange y Fenrir Greyback. |
| Advent Calendar 2020                   | 75981  | Harry Potter, Hermione Granger, Ron Weasley, Padma Patil, Parvati Patil y Cho Chang. |

### Serie de Minifiguras
| Collectible Minifigures Series 2 | 71028 | Harry Potter, Ron Weasley, Hermione Granger, Ginny Weasley, Neville Longbottom, Luna Lovegood, Fred Weasley, George Weasley, Profesor Albus Dumbledore (con Feníx Fawkes), Kingsley Shacklebolt, Profesora Sprout, Griphook, Myrtle la llorona, Bellatrix Lestrange, James Potter y Lily Potter (con Harry Bebé). |

### Paquete de Minifiguras
| Set                               | Número | Minifiguras                                          |
| --------------------------------- | ------ | ---------------------------------------------------- |
| Hogwarts Students minifigure pack | 40419  | Harry Potter, Draco Malfoy, Hannah Abbot y Cho Chang |

### BrickHeadz
| Set               | Número |
| ----------------- | ------ |
| Hagrid & Buckbeak | 40412  |

### Polybags
| Set           | Número | Minifiguras           |
| ------------- | ------ | --------------------- |
| Owls delivery | 30420  | Harry Potter y Hedwig |

## Harry Potter 2021
Sets en forma de Libro, en el interior viene una Aula de Hogwarts 
| Set                                    | Número | Minifiguras                                            |
| -------------------------------------- | ------ | ------------------------------------------------------ |
| Hogwarts Moment: Transfiguration Class | 76382  | Hermione Granger, Ron Weasley y Profesora McGonagall.  |
| Hogwarts Moment: Potions Class         | 76383  | Seamus Finnigan, Draco Malfoy y Profesor Snape.        |
| Hogwarts Moment: Herbology Class       | 76384  | Neville Longbottom, Cedric Diggory y Profesora Sprout. |
| Hogwarts Moment: Charms Class          | 76385  | Harry Potter, Cho Chang y Profesor Flitwick.           |

Algunos de estos sets representan el 20 Aniversario de Lego Harry Potter
| Set                                       | Número | Minifiguras | Minifigura Especial (Dorada)                                     |
| ----------------------------------------- | ------ | --- | ---------------------------------------------------------------- |
| Hogwarts Gryffindor Dorms                 | 40452  | Harry Potter y Ron Weasley |                                                                  |
| Hogwarts: Polyjuice Potion Mistake        | 76386  | Harry Potter, Ron Weasley y Hermione Granger | Anniversary Harry Potter                                         |
| Hogwarts: Fluffy Encounter                | 76387  | Harry Potter, Ron Weasley y Hermione Granger | Anniversary Hermione Granger                                     |
| Hogsmeade Village Visit                   | 76388  | Harry Potter, Dean Thomas, Profesora McGonagall, Madame Rosmerta, Sr. Flume y Sra. Flume                                                                                      | Anniversary Ron Weasley                                          |
| Hogwarts: Chamber of Secrets              | 76389  | Harry Potter, Ginny Weasley, Colin Creevey, Luna Lovegood, Justin Finch-Fletchley, Albus Dumbledore, Nick Casi Decapitado, Gilderoy Lockhart, Profesora Sinistra y Tom Riddle | Anniversary Lord Voldemort                                       |
| Advent Calendar 2021                      | 76390  | Harry Potter, Ron Weasley, Hermione Granger, Draco Malfoy, Dudley Durslay y Griphook                                                                                          |                                                                  |
| Hogwarts Icons Collectors' Edition        | 76391  | | Anniversary Albus Dumbledore, Minerva McGonagall y Rubeus Hagrid |
| Hogwarts: Wizard´s Chess                  | 76392  | Harry Potter, Ron Weasley y Hermione Granger | Anniversary Severus Snape                                        |
| Buildable Harry Potter & Hermione Granger | 76393  | |                                                                  |
| Buildable Fawkes Dumbledore´s Phoenix     | 76394  | Albus Dumbledore y Fawkes |                                                                  |
| Hogwarts: First Flying Lesson             | 76395  | Madame Hooch, Draco Malfoy y Neville Longbottom | Anniversary Profesor Quirrel                                     |

### BrickHeadz
| Set                                                  | Número |
| ---------------------------------------------------- | ------ |
| Harry Potter, Hermione Granger, Ron Weasley & Hagrid | 40495  |
| Lord Voldemort, Nagini & Bellatrix Lestrange         | 40496  |

### Paquete de Minifiguras
| Set             | Número | Minifiguras                                    |
| --------------- | ------ | ---------------------------------------------- |
| Minifigure pack | 40500  | Harry Potter, Mr. Borgin,un Mago y una Bruja . |

### Polybags
| Set                   | Número | Minifiguras      |
| --------------------- | ------ | ---------------- |
| Hermione´s Study Desk | 30392  | Hermione Granger |

## Harry Potter 2022
Quinta oleada de los sets que comenzaron en 2018 
| Set                                                  | Número | Minifiguras |
| ---------------------------------------------------- | ------ | --- |
| Hogwarts Grand Staircase                             | 40577  | Hermione Granger |
| Hogwarts Moment: Divination Class                    | 76396  | Harry Potter, Cho Chang y Profesora Trelawney |
| Hogwarts Moment: Defence Againts the Dark Arts Class | 76397  | Hermione Granger, Neville Longbottom y Profesor Moody |
| Hogwarts Hospital Wing                               | 76398  | Harry Potter, Ron Weasley, Hermione Granger y Madame Pomfrey |
| Hogwarts Magical Trunk                               | 76399  | Profesora McGonagall y 5 estudiantes personalizables. |
| Hogwarts Carriage and Thestrals                      | 76400  | Harry Potter y Luna Lovegood |
| Hogwarts Courtyard: Sirius´s Rescue                  | 76401  | Harry Potter, Hermione Granger y Sirius Black |
| Hogwarts: Dumbledore´s Office                        | 76402  | Harry Potter, Hermione Granger, Albus Dumbledore, Severus Snape, Argus Filch y Madame Pince |
| The Ministry of Magic                                | 76403  | Albert Runcorn/Harry Potter, Mafalda Hopkirk/Hermione Granger, Reg Cattermole/Ron Weasley, Arthur Weasley, Dolores Umbridge, Pius Thicknesse, Corban Yaxley, Mary Cattermole y Dementor                                                                              |
| Advent Calendar 2022                                 | 76404  | Harry Potter, Lord Voldemort, Severus Snape, Sirius Black, Neville Longbottom, Nymphadora Tonks y Myrtle la Llorona |
| Hogwarts Express                                     | 76405  | Harry Potter x 4, Hermione Granger x2, Ron Weasley x 2, Luna Lovegood, Ginny Weasley, Draco Malfoy, Remus Lupin, Dementor, Conductor del Tren, Bruja del Carrito, Albus Severus Potter, Lily Luna, James Sirius, Estudiante de Ravenclaw y Estudiante de Hufflepuff. |
| Hungarian Horntail Dragon                            | 76406  | Harry Potter |
| The Shrieking Shack & Whomping Willow                | 76407  | Harry Potter, Ron Weasley, Hermione Granger, Sirius Black (Padfoot), Remus Lupin (Moony) y Peter Pettigrew (Wormtail). |
| 12 Grimmauld Place                                   | 76408  | Harry Potter, Ron Weasley, Fred Weasley, George Weasley, Molly Weasley, Kingsley Shacklebolt, Nymphadora Tonks, Sirius Black y Kreacher |

### Brickheadz
| Set                                                                 | Número |
| ------------------------------------------------------------------- | ------ |
| Severus Snape, Minerva McGonagall, Alastor Moody & Sybill Trelawney | 40560  |

### Polybags
| Set                            | Número | Minifiguras      |
| ------------------------------ | ------ | ---------------- |
| Build Your Own Hogwarts Castle | 30435  | Albus Dumbledore |

## Harry Potter 2023
Sexta Oleada de los sets.
| Set                                    | Número | Minifiguras |
| -------------------------------------- | ------ | --- |
| Gringotts Vault                        | 40598  | Duende. |
| Gryffindor House Banner                | 76409  | Harry Potter, Neville Longbottom y Angelina Johnson. |
| Slytherin House Banner                 | 76410  | Draco Malfoy, Pansy Parkinson y Blaise Zabini. |
| Ravenclaw House Banner                 | 76411  | Luna Lovegood, Cho Chang y Michael Corner. |
| Hufflepuff House Banner                | 76412  | Cedric Diggory, Susan Bones y Hannah Abbott. |
| Hogwarts: Room of Requirement          | 76413  | Harry Potter, Hermione Granger, Draco Malfoy, Blaise Zabini y La Dama Gris.                                                                                         |
| Expecto Patronum                       | 76414  | Harry Potter y Remus Lupin. |
| The Battle of Hogwarts                 | 76415  | Harry Potter, Lord Voldemort, Molly Weasley, Bellatrix Lestrange, Neville Longbottom y Scabior.                                                                     |
| Quidditch Trunk                        | 76416  | Harry Potter, Draco Malfoy, Cho Chang y Cedric Diggory. |
| Gringotts Bank                         | 76417  | Harry Potter, Ron Weasley, Bellatrix Lestrange/Hermione Granger, Rubeus Hagrid,Harry Potter (niño),un Mortífago, Bogrod, Griphook, Ricbert, 2 duendes y 2 guardias. |
| Advent Calendar 2023                   | 76418  | Harry Potter, Hermione Granger, Ron Weasley, Draco Malfoy, Aberforth Dumbledore y la Sra. Rosmerta.                                                                 |
| Hogwarts Castle and Grounds            | 76419  | Architect of Hogwarts. |
| Triwizard Tournament: The Black Lake   | 76420  | Harry Potter, Ron Weasley, Hermione Granger, Viktor Krum y Sirena.                                                                                                  |
| Dobby the House-Elf                    | 76421  | |
| Diagon Alley: Weasleys' Wizard Wheezes | 76422  | Ginny Weasley, Ron Weasley, Fred Weasley, George Weasley, Romilda Vane, Lavender Brown y Trabajadora de correos por lechuza.                                        |
| Hogwarts Express & Hogsmeade Station   | 76423  | Harry Potter, Ron Weasley, Hermione Granger, Draco Malfoy, Lee Jordan, Rubeus Hagrid, Bruja del Carrito y Conductor del Tren.                                       |

### Brickheadz
| Set                                     | Número |
| --------------------------------------- | ------ |
| Harry Potter & Cho Chang                | 40616  |
| Draco Malfoy & Cedric Diggory           | 40617  |
| Kingsley Shacklebolt & Nymphadora Tonks | 40618  |

### Polybags
| Set                | Número | Minifiguras |
| ------------------ | ------ | ----------- |
| Quidditch Practice | 30651  | Cho Chang   |

## Harry Potter 2024
Séptima Oleada de los sets.
| Set                                 | Número | Minifiguras |
| ----------------------------------- | ------ | --- |
| Borgin and Burkes: Floo Network     | 40695  | Lucius Malfoy |
| Flying Ford Anglia                  | 76424  | Harry Potter y Ron Weasley. |
| Hedwig at 4 Privet Drive            | 76425  | |
| Hogwarts Castle Boathouse           | 76426  | Harry Potter, Hermione Granger, Dean Thomas, Neville Longbottom y Profesora McGonagall.                                                                                      |
| Buckbeak                            | 76427  | |
| Hagrid's Hut: An Unexpected Visit   | 76428  | Harry Potter, Ron Weasley, Hermiones Granger, Rubeus Hagrid y Draco Malfoy.                                                                                                  |
| Talking Sorting Hat                 | 76429  | Harry Potter. |
| Hogwarts Castle Owlery              | 76430  | Harry Potter, Cho Chang y Argus Filch. |
| Hogwarts Castle: Potions Class      | 76431  | Hermione Granger, Severus Snape, Pansy Parkinson y Seamus Finnigan |
| Forbidden Forest: Magical Creatures | 76432  | Ron Weasley y Hermione Granger. |
| Mandrake                            | 76433  | |
| Aragog in the Forbidden Forest      | 76434  | Harry Potter y Ron Weasley. |
| Hogwarts Castle: The Great Hall     | 76435  | Harry Potter, Ron Weasley, Hermione Granger, Albus Dumbledore,Profesor Quirrell, Leanne, Daphne Greengrass, Terry Boot, Profesora Vector, el Fraile Gordo y Trol de montaña. |
| The Burrow                          | 76437  | Harry Potter, Ron Weasley, Ginny Weasley, Fred Weasley, George Weasley, Molly Weasley, Arthur Weasley, Percy Weasley, Bill Weasley & Charlie Weasley.                        |
| Advent Calendar 2024                | 76438  | Harry Potter, Susan Bones, Cho Chang, Draco Malfoy, Albus Dumbledore, Profesor Flitwick y el Coro Fantasmal.                                                                 |
| Ollivanders & Madam Malkin's Robes  | 76439  | Harry Potter, Garrick Ollivander, Madame Malkin, Padma Patil, estudiante de magia y bruja.                                                                                   |
| Triwizard Tournament: The Arrival   | 76440  | Viktor Krum, Igor Karkarov, Fleur Delacour, Madame Maxime y Barty Crouch. |

### Brickheadz
| Set                                                                       | Número |
| ------------------------------------------------------------------------- | ------ |
| Harry Potter, Hermione Granger, Sirius Black, Dementor & Patronus Ciervo. | 40677  |

### Polybags
| Set                           | Número  | Minifiguras  |
| ----------------------------- | ------- | ------------ |
| Draco in the Forbidden Forest | 30677   | Draco Malfoy |
| Platform 9 3/4                | 6541140 |              |

## Harry Potter 2025
Octava Oleada de los sets.
| Set                                            | Número | Minifiguras |
| ---------------------------------------------- | ------ | --- |
| Hogwarts Castle: Room of Requirement           | 40770  | Neville Longbottom |
| Hogwarts Castle: Dueling Club                  | 76441  | Harry Potter, Draco Malfoy, Severus Snape y Gilderoy Lockhart |
| Hogwarts Castle: Charms Class                  | 76442  | Ron Weasley, Hermione Granger y Filius Flitwick |
| Hagrid & Harry's Motorcycle Ride               | 76443  | |
| Diagon Alley Wizarding Shops                   | 76444  | |
| Hogwarts Castle: Herbology Class               | 76445  | Hermione Granger, Neville Longbottom y Profesora Sprout |
| Knight Bus Adventure                           | 76446  | Harry Potter, Stan Shunpike,Ernie Prang, Bruja y Canuto |
| Hogwarts Castle: Flying Lessons                | 76447  | Harry Potter, Draco Malfoy, Neville Longbottom, Oliver Wood, Minerva McGonagall y Madame Hooch                                                                                                   |
| Fawkes: Dumbledore's Phoenix                   | 76448  | |
| Chomping Monster Book of Monsters              | 76449  | Neville Longbottom |
| Book Nook: Hogwarts Express                    | 76450  | Harry Potter y Ron Weasley |
| Privet Drive: Aunt Marge's Visit               | 76451  | Harry Potter, Dudley Dursley, Vernon Dursley, Petunia Dursley y Marge Dursley |
| Quality Quidditch Supplies & Ice Cream Parlour | 76452  | Ron Weasley, Katie Bell, Alicia Spinnet,Cho Chang, Florean Fortescue y dueña de la tienda. |
| Malfoy Manor                                   | 76453  | Harry Potter, Hermione Granger, Draco Malfoy, Lucius Malfoy, Narcissa Malfoy,Luna Lovegood, Bellatrix Lestrange, Voldemort y Dobby.                                                              |
| Hogwarts Castle: The Main Tower                | 76454  | Harry Potter, Ron Weasley, Hermione Granger, Lisa Turpin, Ernie Macmillan, Dean Thomas, Percy Weasley, Marcus Flint, Professor Kettleburn, Nearly Headless Nick y Profesor Albus Dumbledore      |
| Advent Calendar 2025                           | 76456  | Harry Potter, Draco Malfoy, Cho Chang, Cedric Diggory, Estudiante de Gryffindor, de Slytherin, de Ravenclaw y de Hufflepuff                                                                      |
| Hogsmeade Village                              | 76457  | Harry Potter, Ron Weasley, Hermione Granger, Katie Bell, Draco Malfoy,Profesora McGonagall, Horace Slughorn, Aberforth Dumbledore, Madame Rosmerta, Sra. Flume, Zonko´s owner y Cornelius Fudge. |
| Thestral Family                                | 76458  | |

### Brickheadz
| Set                                                                            | Número |
| ------------------------------------------------------------------------------ | ------ |
| Harry Potter, Fleur Delacour, Cedric Diggory, Victor Krum & Hungarian Horntail | 40791  |
| Luna Lovegood & Thestral                                                       | 40802  |

### Polybags
| Set              | Número | Minifiguras  |
| ---------------- | ------ | ------------ |
| Quidditch Lesson | 30706  | Harry Potter |